# Walter Zenk
Walter Zenk (* 8. April 1940 in Köln) ist ein deutscher Ozeanograph.
Nach dem Abschluss als Elektroingenieur an der RWTH Aachen ging er an das Institut für Meereskunde der Universität Kiel, um 1969 bei Günter Dietrich in Ozeanographie zu promovieren (in der Gruppe von Gerold Siedler). Seine Dissertation (Zur Schichtung des Mittelmeerwassers westlich von Gibraltar) war über Mischprozesse und topographische Kontrolle der Strömung aus dem Mittelmeer in der Straße von Gibraltar, wozu er Messungen vom Meeresforschungsschiff Meteor aus unternahm. Danach war er wissenschaftlicher Mitarbeiter im Institut für Meereskunde Kiel (später Helmholtz-Zentrum für Ozeanforschung Kiel, Geomar). Das Mittelmeerwasser im Nordatlantik war auch später eines seiner Hauptforschungsthemen. In den 1990er Jahren befasste er sich mit Tiefenströmung im Südatlantik, und er befasste sich mit Ozeanfronten wie der antarktischen auf der Südhalbkugel, der an den Kapverden und an den Azoren. Später befasste er sich mit dem Nordatlantikstrom als Teil des globalen Förderbandes.
Außerdem entwickelte er elektronische Geräte für die Ozeanographie (wie zur Strömungsmessung, CTD-Rosette).

## Schriften (Auswahl)
- mit Gerold Siedler: Ozeanographie, in: Bergmann-Schaefer Lehrbuch der Experimentalphysik, Band 7, De Gruyter 2001
- mit T. S. Glickman: Glossary of Meteorology, American Meteorological Society, 2. Auflage, Boston, MA, 2000
- Ocean Currents: Abyssal currents in the worlds ocean, in: J. H. Steele,S. A. Thorpe, K. K. Turekian (Hrsg.),  Encyclopedia of Ocean Sciences, Band 1,  Academic Press, New York, 2001, S. 12–28.
- mit S. Imawaki, S. Wijffels, D. Roemmich, M. Kawabe: Ocean boundary currents. In: Koblinsky, C.J., Smith, N.R. (Hrsg.), Observing the Oceans in the 21st Century, a strategy for global ocean observations, Bureau of Meteorology Research Centre, Melbourne, 2001, S. 285–306.
- mit A. S. Bower u. a.: Directly measured mid-depth circulation in the northeastern North Atlantic Ocean, Nature, Band 419, 2002, S. 603–607.